# Bộ Chính trị Ban Chấp hành Trung ương Đảng Cộng sản Việt Nam khóa X
Bộ Chính trị Ban Chấp hành Trung ương Đảng Cộng sản Việt Nam khóa X nhiệm kì 2006-2011 gồm 14 ủy viên được bầu tại Đại hội Đảng Cộng sản Việt Nam X họp từ ngày 18 tháng 4 đến ngày 26 tháng 4 năm 2006 tại Hà Nội. Sau đó tại Hội nghị lần thứ 9 của Ban chấp hành Khóa X, ông Tô Huy Rứa Trưởng Ban Tuyên giáo Trung ương, được bầu bổ sung vào Bộ Chính trị.

## Danh sách cụ thể
| TT | Ủy viên           | Năm sinh | Chức vụ Đảng, Nhà nước, Chính phủ                                                                 |
| -- | ----------------- | -------- | ------------------------------------------------------------------------------------------------- |
| 01 | Nông Đức Mạnh     | 1940     | - Tổng Bí thư Ban Chấp hành Trung ương Đảng Cộng sản Việt Nam - Bí thư Đảng ủy Quân sự Trung ương |
| 02 | Nguyễn Minh Triết | 1942     | Chủ tịch nước Việt Nam                                                                            |
| 03 | Nguyễn Tấn Dũng   | 1949     | Thủ tướng Chính phủ Việt Nam                                                                      |
| 04 | Nguyễn Phú Trọng  | 1944     | Chủ tịch Quốc hội Việt Nam                                                                        |
| 05 | Trương Tấn Sang   | 1949     | Thường trực Ban Bí thư Trung ương Đảng Cộng sản Việt Nam                                          |
| 06 | Trương Vĩnh Trọng | 1942     | - Bí thư Ban Bí thư - Phó Thủ tướng Chính phủ Việt Nam                                            |
| 07 | Nguyễn Sinh Hùng  | 1946     | Phó Thủ tướng Thường trực Chính phủ Việt Nam                                                      |
| 08 | Phạm Gia Khiêm    | 1944     | - Phó Thủ tướng Chính phủ Việt Nam - Bộ trưởng Bộ Ngoại giao Việt Nam                             |
| 09 | Phùng Quang Thanh | 1949     | - Bộ trưởng Bộ Quốc phòng Việt Nam - Phó Bí thư Đảng ủy Quân sự Trung ương                        |
| 10 | Lê Hồng Anh       | 1949     | Bộ trưởng Bộ Công an Việt Nam                                                                     |
| 11 | Phạm Quang Nghị   | 1949     | Bí thư Thành ủy Hà Nội                                                                            |
| 12 | Lê Thanh Hải      | 1950     | Bí thư Thành ủy Thành phố Hồ Chí Minh                                                             |
| 13 | Nguyễn Văn Chi    | 1945     | - Bí thư Ban Bí thư - Chủ nhiệm Ủy ban Kiểm tra Trung ương Đảng Cộng sản Việt Nam                 |
| 14 | Hồ Đức Việt       | 1947     | - Bí thư Ban Bí thư - Trưởng Ban Tổ chức Trung ương Đảng Cộng sản Việt Nam                        |
| 15 | Tô Huy Rứa        | 1947     | - Bí thư Ban Bí thư - Trưởng Ban Tuyên giáo Trung ương Đảng Cộng sản Việt Nam                     |

## Chỉ thị 15
Bộ Chính trị khóa 10 đã có Chỉ thị số 15-CT/TW ngày 07-7-2007 về sự lãnh đạo của Đảng Cộng sản Việt Nam đối với các cơ quan bảo vệ pháp luật trong công tác điều tra, xử lý các vụ án và công tác bảo vệ Đảng Cộng sản Việt Nam, trong đó có đoạn: "Các cơ quan bảo vệ pháp luật khi phát hiện có dấu hiệu đảng viên vi phạm đều phải báo cáo bằng văn bản với tổ chức đảng, cấp uỷ đảng quản lý trực tiếp đảng viên đó, khi được tổ chức đảng, cấp uỷ đảng xem xét đồng ý cho điều tra, khởi tố, bắt...thì cơ quan bảo vệ pháp luật mới được tiến hành các biện pháp tố tụng." Vì thế, Thiếu tướng Phan Anh Minh, Phó giám đốc Sở Công an Tp.HCM tại "Hội nghị tổng kết phòng chống tham nhũng, lãng phí năm 2015" vào ngày 8 tháng 3 năm 2016 đã thể hiện sự bất bình vì "công an không được quyền tổ chức trinh sát đảng viên" nên không thể phát hiện được tham nhũng.